# Nouvelles introuvables
Nouvelles introuvables est un recueil de nouvelles de Georges Simenon paru en 1991.
Le recueil paraît initialement dans le tome 18 de Tout Simenon en décembre 1991 aux Presses de la Cité / Omnibus et dans le tome 22 de Tout Simenon en avril 1992 aux Presses de la Cité / Omnibus.
Ce recueil est en fait une compilation de textes parus dans différents journaux entre 1930 et 1934 pour le premier tome puis entre 1936 et 1941 pour le second. Dans l’édition Tout Simenon, L’Affaire du canal faisait partie de cet ensemble des Nouvelles introuvables, mais comme elle a été écrite à l’origine pour faire partie des 13 Énigmes, l'éditeur a choisi de la faire figurer dans ce recueil-là.

## Liste des nouvelles du recueil

### 1930-1934
- Le Yacht et la Panthère[1]
  - Dans un bouge de Batavia, Jean Viaud gagne successivement aux dés une panthère, un yacht et un chapeau. Mais la panthère s’est échappée, et le yacht, mal amarré, s’est échoué contre un cargo.
- Sing-Sing ou La maison des trois marches[2]
  - Il est surnommé Sing-Sing car il y a fait quatre ans de prison. Il était parti avec son bateau transporter de l’opium aux États-Unis, pour pouvoir acheter la maison dans laquelle il s’installerait avec Fanny. Mais Leduc, jaloux, l’a dénoncé à la douane américaine. Leduc a peur de Sing-Sing maintenant libéré, essaie de le tuer, mais n’atteint qu’un passant. Sing-Sing, pour se venger, le force à lui tirer dessus devant témoin. Leduc, aussi, fera de la prison.
- Mademoiselle Augustine[3]
  - Mademoiselle Augustine, la vieille fille qui habitait sous les combles, est morte d’une congestion. Mais je ne suis pas triste. Au contraire je suis gai car sa première visite a été pour moi. Elle m’a dit : « Enfin, c’est fait ! », et j’aurais voulu l’étreindre d’un étreinte divine.
- Moss et Hoch[4]
  - Ils se rencontrent sans le sou à Paris. Elle prétend être la fille d’un gros commerçant de Lille, il raconte que son père est un armateur de Bordeaux. Tous deux disent avoir fui l’avenir qui leur était réservé. Quand ils se marient, ils reprennent le magasin de cordages de Bordeaux, et laissent à son père à elle  le commerce de vieux vêtements et de reconnaissances du Mont-de-Piété.
- L’As de l’arrestation[5]
  - Ted Brown, célèbre bandit américain qui porte toujours sur lui une charge de dynamite, est à Paris. L’inspecteur Sancette n’est pas dupe : celui qui se fait passer pour lui, un petit malfrat sans importance, s’est dessiné une balafre sur la joue pour lui ressembler, mais du mauvais côté…

### 1936-1941
- L’Oranger des îles Marquises[6]
  - Le père Ploué est missionnaire depuis plus de vingt ans sur une île du Pacifique. Pour la première fois l’évêque va lui rendre visite. Tout est prêt : l’église est décorée de fleurs, une cantate a été composée, la procession a été répétée. Mais l’évêque trouve tout de mauvais goût, prétexte la tempête pour partir plus tôt que prévu, après avoir fait abattre dans la nuit l’oranger que le père Pouet a réussi à faire pousser après des années d’efforts, parce qu’une branche battait contre la maison et l’empêchait de dormir.
- Monsieur Mimosa[7]
  - Monsieur Mimosa est le seul habitant du quartier à ne rien dire quand les gosses cassent ses vitres avec leur ballon. Alors quand la police, qui le soupçonne d’être un faux-monnayeur, monte un guet-apens en attendant son retour, ils trouvent un moyen discret de le prévenir, quitte à prendre une rossée le soir en rentrant.
- Les Trois Messieurs du consortium[8]
  - Ils sont trois, qui jouent à la belote avec le docteur. L’un, dans son cinéma derrière son café, « fait » dans les films de gangsters. L’autre dans les films sérieux – mais il faudrait couper – et le troisième dans les films à titre alléchant avec affiches sensationnelles. C’est quand même eux, en fin de compte, le cinéma.
- L’homme qui mitraillait les rats[9]
  - Il est au fin fond de la brousse. Il ne réagit d’abord pas quand le premier blanc depuis des lustres arrime sa pirogue devant lui. Puis il raconte : il a été embauché pour trouver de l’or, il en a trouvé un peu, mais si peu par rapport à ce que prétendent ses commanditaires en Europe. Alors ils l’empêchent de rentrer, ou même d’aller à la ville. Il lui reste à fabriquer des pièges pour tuer les rats qui envahissent sa cahute la nuit. S’est-il suicidé, ou bien... ?
- La Tête de Joseph[10]
  - Un bar tropical au petit matin. Le patron met ses habits du dimanche. Le Baron a encore dépensé plus qu’il a gagné au bridge pendant la nuit. Félix ramène des touristes qu’il a pêchés sur un bateau. Après leur avoir fait déguster de l’authentique chicha, il leur propose une tête, celle du frère du Baron, parti un jour dans la jungle, et réduite par des Jivaros. Ils en donneront 400 dollars. Il faut discuter longuement avant de se les répartir, et de recommencer l’opération la prochaine fois.
- Little Samuel à Tahiti[11]
  - Little Samuel s’est offert un yacht parce que Big Samuel en a acheté un. Comme l’autre s’embarque pour les Antilles, il part pour Tahiti, mais rien ne l’intéresse, sauf jouer au vingt-en-un dans le fumoir avec ses deux amis d’enfance, en racontant des blagues et en mangeant de la saucisse. Il ne veut même pas accoster à Tahiti et reste au milieu du lagon. Pendant que le yacht se ravitaille en eau, voyant les indigènes pêcher en cercle, il décide – pour une fois – de les observer de plus près. Mais tombé sur les coraux, il se blesse gravement et meurt après une amputation de la jambe.
- Le Vieux Couple de Cherbourg[12]
  - Leur fils leur a écrit dans leur village du fin fond de l’Albanie. Il leur demande de se rendre à Cherbourg et de l’attendre au débarquement du Transatlantique. Alors ils vendent leur maison, leurs chèvres, et partent pour un long voyage pendant lequel ils comprennent de moins en moins ce qu’on leur dit au fur et à mesure qu’ils s’éloignent de chez eux. À Cherbourg, ils se retrouvent dans un hôtel, sans pouvoir toucher le chèque que leur avait envoyé leur fils. On les regarde de plus en plus soupçonneusement. Car les paquebots arrivent, mais ne débarquent personne pour eux. Sauf un jour, enfin, où ils voient leur fils sur le pont. Mais il est aussitôt arrêté par la police : il serait le chef d’une bande de trafiquants d’opium.
- La Révolte du Canari[13]
  - Il les déteste tous, le Canari, que l’on surnomme ainsi à cause de la couleur de ses cheveux. Il déteste son père, qui n’a pas voulu lui acheter un vélo au prétexte qu’il n’en avait pas à son âge ; il déteste sa mère, qui se lamente qu’il va mal tourner ; il déteste sa sœur, qui prend un malin plaisir à le faire punir ; il déteste son patron à la banque, qui ne veut pas qu’il vienne travailler avec une casquette à carreaux. Alors il se saoule, vole le révolver de son père, tire sur un agent de police sans l’atteindre,  et s’enfuit. Il pourra ainsi faire sa vie, tandis que sa sœur, elle,  tournera mal.
- Le Châle de Marie Dudon[14]
  - Par la fenêtre, Marie Dudon surprend Mathilde Cassieux à rajouter de la poudre aux médicaments de son très vieux et très riche mari. Quand elle voit le médecin des morts dans la maison, elle comprend. Le lendemain, simplement vêtue de son châle, car son mari l’a empêchée de mettre son manteau pour aller chez des gens qu’ils ne connaissent pas, elle se rend chez les Cassieux pour tenter de faire comprendre à Mathilde que si elle pouvait les aider à obtenir une maison… Mathilde ne répond rien mais, toute catholique qu’elle soit, fait incinérer son mari. Il n’y a plus de preuve.
- Le Destin de Monsieur Saft[15]
  - Trois médecins ont annoncé à M. Saft qu’il n’en a plus que pour quelques mois. Alors il retourne s’installer dans la pension qu’il habitait dans sa jeunesse, demandant la même mansarde. Il se met dans les jambes de tout le monde pour ne pas rester seul, rend de plus en plus de menus services, et finit par épouser la patronne. Quelques années plus tard, au retour de l'enterrement de celle-ci, il glisse, et passe sous un tram. Ainsi, il n’est pas mort comme un homme qui…
- Les Cent Mille Francs de « P’tite Madame »[16]
  - À seize ans, P’tite Madame a été témoin d’un meurtre dans une voiture : trois truands ont tué leur associé qui ne partageait pas correctement à leur goût. Elle a surtout ramassé une enveloppe contenant cent mille francs, qui avait été lancée par la fenêtre. N’osant les porter à la police, n’osant s’en servir, elle les garde cachés, même quand celui qu’elle a épousé ne gagne pas assez pour subvenir à leurs besoins. Elle le pousse à prendre un second travail, mais quand elle réalise que son futur patron n’est autre que l’un des trois assassins, elle cherche un intermédiaire pour que les cent mille francs soient rendus anonymement. C’est lui qui en rapporte ce récit.
- L’Aventurier au parapluie[17]
  - Bob Framboise hante les bars des Champs-Élysées. Héritier d’un fabricant de liqueurs, il s’ennuie et ne résiste pas quand ses copains lui lancent des défis. De fil en aiguille, il se retrouve à prendre des leçons de pilotage, à acheter un avion à crédit, et à entreprendre un raid vers Tahiti.  Quand il casse l’avion en Nouvelle-Zélande, son père refuse de continuer à payer. Il lui faut donc accepter un emploi de conducteur sur le port[18]. Mais un jour il se lance dans la fabrication des liqueurs familiales, qui ont un grand succès. S’il a de nouveau de l’argent, il n’a plus de temps pour aller à Tahiti, et d’ailleurs, pour quoi faire ?
- La Cabane à Flipke[19]
  - Au café tenu par Peeters débarque un soir une jeune fille qui ne parle que le hongrois. C’est sa nièce, la fille de son frère, parti à l’aventure trente-six ans plus tôt, et dont il n’a plus de nouvelles depuis une carte postale il y a dix-sept ans, sauf le perroquet qu’il lui a fait parvenir du Cap. Elle apporte de l’argent, de somptueux cadeaux, mais nulle lettre de son père. Y-a-t-il un rapport avec le vieillard qui vient de s’installer dans une vieille cabane du polder, semble servir de guetteur aux contrebandiers et ne tarde pas à mourir ?